# Dysdera transcaspica
Espèce
Synonymes
- Dysderella transcaspica (Dunin & Fet, 1985)

Dysdera transcaspica est une espèce d'araignées aranéomorphes de la famille des Dysderidae.

## Distribution
Cette espèce se rencontre au Turkménistan et en Iran.

## Description
Le mâle holotype mesure 4,20 mm et la femelle paratype 5,40 mm
Le mâle décrit par Zamani, Marusik et Szűts en 2023 mesure 3,91 mm et la femelle 5,44 mm.

## Systématique et taxinomie
Cette espèce a été décrite par Dunin et Fet en 1985. Elle est placée dans le genre Dysderella par Dunin en 1992 puis dans le genre Dysdera par Bellvert, Dimitrov, Zamani et Arnedo en 2024.

## Étymologie
Son nom d'espèce lui a été donné en référence au lieu de sa découverte, la mer Caspienne.

## Publication originale
- Dunin & Fet, 1985 : « Dysdera transcaspica sp. n. (Aranei, Dysderidae) from Turkmenia. » Zoologicheskii Zhurnal, vol. 64, no 2, p. 298-300.